# Afa
Afa (kors. Afà) – miejscowość i gmina we Francji, w regionie Korsyka, w departamencie Korsyka Południowa.
Według danych na rok 1990 gminę zamieszkiwało 1726 osób, a gęstość zaludnienia wynosiła 146 osób/km².